# A négy évszak (televíziós sorozat)
A négy évszak (eredeti cím: The Four Seasons) 2025-től vetített amerikai dráma–vígjátéksorozat, amelyet Tina Fey, Lang Fisher és Tracey Wigfield alkotott, az 1981-es azonos című film alapján. A főbb szerepekben Tina Fey, Will Forte, Kerri Kenney-Silver, Marco Calvani és Erika Henningsen látható.
Az Amerikai Egyesült Államokban és Magyarországon 2025. május 1-jén mutatta be a Netflix.
2025 májusában berendelték a második évadot.

## Ismertető
Tavasszal hat régi barát – Nick, Anne, Kate, Jack, Danny és Claude – összegyűlik egy hétvégére Nick és Anne tóparti házában. Egy túrázás során Nick elárulja Dannynek és Jacknek, hogy 25 év házasság után válni készül Anne-től.

## Szereplők

### Főszereplők
| Szereplők | Színész             | Magyar hang        | Leírás                                                                           |
| --------- | ------------------- | ------------------ | -------------------------------------------------------------------------------- |
| Kate      | Tina Fey            | Kisfalvi Krisztina | Jack felesége                                                                    |
| Jack      | Will Forte          | Görög László       | Kate férje                                                                       |
| Nick      | Steve Carell        | Kassai Károly      | Anne férje, akitől hamarosan elválik                                             |
| Danny     | Colman Domingo      | Kálid Artúr        | Claude férje, aki építész                                                        |
| Anne      | Kerri Kenney-Silver | Kubik Anna         | Nick felesége, akitől hamarosan elválik                                          |
| Claude    | Marco Calvani       | Rajkai Zoltán      | Danny férje                                                                      |
| Ginny     | Erika Henningsen    | Nemes Takách Kata  | 32 éves dentálhigiénikus, akivel Nick Anne-től való válása után kezd el randizni |

### Mellékszereplők
| Szereplők | Színész             | Magyar hang     | Leírás                                            |
| --------- | ------------------- | --------------- | ------------------------------------------------- |
| Lila      | Julia Lester        | Ince Sára       | Anne és Nick lánya                                |
| Don       | Alan Alda           | Kajtár Róbert   | Anne apja                                         |
| Beth      | Ashlyn Maddox       | Hermann Lilla   | Kate és Jack lánya                                |
| Favágó    | Jacob Buckenmyer    | Molnár Kristóf  | Favágó                                            |
| Terry     | Toby Huss           | Epres Attila    | Férfi, akivel Anne randizik                       |
| Colby     | Tommy Do            | Bergendi Áron   | Ginny barátai                                     |
| Rachel    | Taylor Ortega       | Kis-Kovács Luca | Ginny barátai                                     |
| Sarah     | Simone Recasner     | Farkas Fanni    | Ginny barátai                                     |
| Mikayla   | Chloe Troast        | Laudon Andrea   | Marty fia, aki a temetkezési vállalat tulajdonosa |
| Kyler     | Cole Tristan Murphy | Dér Zsolt       | Recepciós a Courtyard Marriottban                 |
| Kayden    | Jack Gore           | Renácz Zoltán   |                                                   |

### Magyar változat
- Magyar szöveg: Nacsa-Bán Zsanett
- Hangmérnök: Halas Péter
- Vágó: Wünsch Attila
- Gyártásvezető: Vigvári Ágnes
- Szinkronrendező: Molnár Kristóf
- Produkciós vezető: Fekete Márk

A szinkront a Direct Dub Studios készítette.

## Epizódok
| Sor. | Év. | Cím                                 | Rendező                                 | Író                                      | Premier        |
| ---- | --- | ----------------------------------- | --------------------------------------- | ---------------------------------------- | -------------- |
| 1.   | 1.  | Ház a tónál (Lake House)            | Robert Pulcini és Shari Springer Berman | Tina Fey, Lang Fisher és Tracey Wigfield | 2025. május 1. |
| 2.   | 2.  | Kertiparti (Garden Party)           | Josh Siegal és Dylan Morgan             | Mindy Kaling                             | 2025. május 1. |
| 3.   | 3.  | Ökohotel (Eco Resort)               | Oz Rodriguez                            | Vali Chandrasekaran                      | 2025. május 1. |
| 4.   | 4.  | Parti bár (Beach Bar)               | Oz Rodriguez                            | Matt Whitaker                            | 2025. május 1. |
| 5.   | 5.  | Családi hétvége (Family Weekend)    | Jeff Richmond                           | Tina Fey                                 | 2025. május 1. |
| 6.   | 6.  | Ultimate frisbee (Ultimate Frisbee) | Colman Domingo                          | John Riggi                               | 2025. május 1. |
| 7.   | 7.  | Síelés (Ski Trip)                   | Lang Fisher                             | Lisa Muse Bryant                         | 2025. május 1. |
| 8.   | 8.  | Bule (Fun)                          | Lang Fisher                             | Lang Fisher és Tracey Wigfield           | 2025. május 1. |

## A sorozat készítése
A nyolcrészes sorozat Alan Alda 1981-es A négy évszak című filmjének adaptációja, amelyet Tina Fey, Lang Fisher és Tracey Wigfield készítettek a Netflix számára. A gyártás a Little Stranger Inc. égisze alatt zajlott. Mindhárom író vezető producerként is közreműködött, David Miner, Eric Gurian és Jeff Richmond mellett. Alan Alda, valamint Marissa Bregman – a film producerének, Martin Bregmannek a lánya – producerként vesznek részt a sorozatban. Tina Fey főszereplőként is látható a sorozatban. 2024 áprilisában Steve Carell, 2024 júniusában Colman Domingo, Erika Henningsen, Will Forte és Kerri Kenney-Silver csatlakozott a szereplőgárdához. Marco Calvani később, 2024 augusztusában csatlakozott. 2025 márciusában bejelentették, hogy Julia Lester, Alan Alda, Ashlyn Maddox, Jacob Buckenmyer, Taylor Ortega, Simone Recasner, Toby Edward Huss, Tommy Do, Chloe Troast, Jack Gore és Cole Tristan Murphy vendégszereplőként tűnnek fel a sorozatban.
A forgatás 2024 második felében zajlott New York államban, valamint Puerto Ricoban is.